# Тимиш (цинут)
Тимиш — один из десяти цинутов Румынии в 1938—1940 гг. В него вошли Банат и часть Трансильвании. Был назван в честь реки Тимиш. Столица — город Тимишоара.

## Герб
Герб состоял из пяти горизонтальных полос (3 красных, 2 синих). Это изображало пять жудецов, входящих в состав цинута Тимиш. На фоне полос ворон с кольцом соболя в клюве, сидящий на дубовой ветке. Это напоминало легенду о сыне Яноша Хуньяди (события, связанные с городом Хунедоара).

## Состав
- Арад
- Караш
- Северин
- Тимиш-Торонтал
- Хунедоара